# Lago di Beymelek
Il lago di Beymelek (in turco: Beymelek Lagünü) è una laguna sulla costa mediterranea, utilizzata come allevamento ittico, nella provincia di Adalia, nella Turchia sud-occidentale. Prende il nome dal villaggio di Beymelek, che si trova ad ovest del bacino.
La superficie totale della laguna è di circa 225 ettari esclusa la superficie terrestre.

## Geografia
La laguna di Beymelek, situata a est del delta del torrente Demre, è formata dall'accumulo dei depositi alluvionali del Demre di fronte alla baia di Beymelek attraverso le dinamiche costiere causate dai venti meridionali dominanti. Il lago, alimentato da risorse carsiche, è indipendente dal bacino del torrente Demre, a eccezione dell'area del delta sud-occidentale e della costa nelle condizioni odierne.
La laguna è alimentata dal lago di Kaynak, che copre un'area di circa 6 ettari a ovest della laguna ed è collegato a essa con uno stretto canale.

## Fauna
La laguna ospita 13 specie di pesci. I metodi di pesca applicati in laguna sono la cattura di pesci e la pesca con reti da posta. Le specie ittiche più catturate sono l'orata (Sparus aurata), il cefalo bosega (Chelon labrosus), la spigola (Dicentrarchus labrax), il cefalo (Mugil cephalus), il cefalo calamita (Chelon ramada), la mormora (Lithognathus mormyrus), la cernia (Epinephelus aeneus) e il sarago maggiore (Diplodus sargus),  nonché il granchio blu (Portunus pelagicus).
L'efficienza media delle catture di pesca è di 21,3 kg di pesce per ettaro. Anche la Caretta caretta, specie in pericolo, è sotto protezione nell'allevamento ittico. Il bacino ittico è anche un santuario per 20 specie di uccelli.